# Tolciclat
Tolciclat este un antifungic derivat de tetralină, fiind utilizat în tratamentul unor micoze.